# Distretto di Khamcha-i
Il distretto di Khamcha-i (in thailandese: คำชะอี) è un distretto (amphoe) della Thailandia, situato nella provincia di Mukdahan.